# タカツキノボル
タカツキ ノボル（1月21日 - ）は、日本のイラストレーター、原画家、漫画家。血液型はA型。大阪府出身。Vivid Color所属。
2001年 - 2002年、主にボーイズラブの小説挿絵とボーイズラブゲーム作品の原画・CGで活躍。デビュー作は『SILVER CHAOS』。

## 作品リスト

### ゲーム原画
ボーイズラブゲーム
- SILVER CHAOS（2002年、キャラクターデザイン・原画・CG着色）
  - Artificial Mermaid 〜SILVER CHAOS II〜（2004年、キャラクターデザイン・原画・CG着色）
- 花町物語（2005年、キャラクターデザイン・原画・CG着色）
- メイド★はじめました 〜ご主人様のお世話いたします♥〜（2007年、キャラクターデザイン・原画・CG着色）
- 花陰 -堕ちた蜜華-（2009年、キャラクターデザイン・原画・CG着色）

美少女ゲーム
- DEEP2（原画）
- 兄嫁（原画）
- 真兄嫁（原画）
- VOICE 君の言葉に僕をのせて（原画）

### コミック
- 恋愛至難!（2007年、フロンティアワークス）
- 俺たちのステップ（2007年、エンターブレイン、原作：RURU、六月十三）
- 俺たちのステップ2（2007年、エンターブレイン、原作：RURU、六月十三）
- カフェRelishにおいで（2009年、フロンティアワークス）
- 奥さんの妄想的日常（2011年、リブレ出版）
- 艶色遊戯（2011年、フロンティアワークス）
- 俺の心に踏み込むな!（2012年、角川書店）

### 小説イラスト
- ちょっとエッチにロマンスを（2002年、リーフ出版、著：海月流生）
- 帝王のいけにえ（2002年、リーフ出版、著：桜樹かれん）
- かわいいペットの愛し方（2003年、リーフ出版、著：夢香雅）
- シルバーカオス（2003年、ビブロス、著：薫織銀夜）
- 恋をするなら各駅停車で（2003年、ダリアノベルズ、著：鹿住槇）
- むりやりボーイフレンド（2003年、心交社、著：近藤あきら）
- 極妻のススメ（2003年、心交社、著：甲山蓮子）
- プリンスの愛人（2003年、リーフ出版、著：桜樹かれん）
- そのときキスは盗まれた（2003年、プラチナ文庫、著：宮川ゆうこ）
- 愛しかいらねえよ。（2003年、ダリアノベルズ、著：ふゆの仁子）
- 花嫁を手に入れろ! 〜南の島プロポーズ大作戦〜（2004年、プラチナ文庫、著：森本あき）
- シンデレラ・ハネムーン（2004年、心交社、著：松幸かほ）
- キャリアは傲慢に恋をする（2004年、リーフ出版、著：柳まこと）
- おぼっちゃまにはわかるまい（2004年、プラチナ文庫、著：高月まつり）
- 極妻のユウウツ（2004年、心交社、著：甲山蓮子）
- 強引な彼の甘いキス（2004年、リーフ出版、著：早水しほり）
- 秘密のバイト志願!?（2004年、イーストプレス、著：真崎ひかる）
- 俺のシノギに手を出すな!（2004年、心交社、著：甲山蓮子）
- 恋の紋章（2004年、ビブロス、著：尾鮭あさみ）
- 恋愛なんかじゃない（2004年、ダリア、著：天乃星河）
- 気まぐれシェフの恋のレシピ（2004年、リーフ出版、著：森本あき）
- 真夏の恋愛周波数（2004年、ハイランド、著：鈴鳴ちろる）
- 花嫁はいじっぱり 〜王子様のプロポーズ大作戦〜（2004年、プラチナ文庫、著：森本あき）
- 代議士は恋をささやく（2004年、角川書店、著：水壬楓子）
- 週末の呪文（2004年、ハイランド、著：井ノ原葵）
- 恋は突然やってくる!（2004年、リーフ出版、著：宮川ゆうこ）
- 極妻のススメ2（2004年、心交社、著：甲山蓮子）
- 職員室のイジワルなプリンス（2004年、プラチナ文庫、著：水上ルイ）
- 躰だけじゃたりねえよ。（2004年、ダリアノベルズ、著：ふゆの仁子）
- 花嫁にくびったけ 〜王子様の変身大作戦〜（2004年、プラチナ文庫、著：森本あき）
- 花嫁にくびったけ 〜王子様の変身大作戦〜（2004年、プラチナ文庫、著：森本あき）
- 不埒なパラダイムシフト（2011年、フロンティアワークス、著：崎谷はるひ）
- 絶対恋奴（2012年、オークラ出版、著：犬飼のの）
- 花嫁は褥に繋がれる（2012年、リブレ出版、著：宮園みちる）

### CDジャケット
- 極妻のススメ（2004年、インターコミュニケーションズ、著：甲山蓮子）

### ソーシャルゲーム
- リーマン★コレクト（2013年5月開始-2014年9月30日終了、一部キャラクターデザイン及び原画、orange開発・運営、Mobage・GREEにて提供）

### 画集
- 『へもへも画集 〜しるばーかおすCG集〜』（タカツキノボル、2002年8月10日発売）※同人CG集、CD-ROM
- 『花町物語 設定画集』（宙出版、2006年2月16日発売[1]）ISBN 4-7767-9259-1